# Ogień (album Iry)
Ogień – siódmy album studyjny w dorobku rockowego zespołu Ira. Sesja nagraniowa odbyła się po raz pierwszy w „K&K Studio Professional” w Radomiu. Prace nad albumem trwały od sierpnia 2003 do lutego 2004 roku. W skład płyty wchodzi dwanaście utworów. W wybieraniu kompozycji na krążek udział mieli również fani grupy.
Tym razem grupa postanowiła radykalnie wrócić do swoich muzycznych korzeni, prezentując na płycie ostrą i melodyjną hardrockową muzykę gitarową, gdzie nie zabrakło również miejsca dla klasycznych rockowych ballad z których zespół zasłynął w pierwszej połowie lat dziewięćdziesiątych. Pojawiły się także po raz pierwszy od płyty Ogrody gitarowe solówki.
Zespół zamieścił na płycie także nagrany już dużo wcześniej cover holenderskiego zespołu rockowego Shocking Blue, „Venus”. W wykonaniu Iry utwór ma zdecydowanie cięższe hardrockowe brzmienie. Po raz pierwszy w swej historii zespół nagrał płytę z trzema gitarzystami, Maciejem Gładyszem znanym z rockowego zespołu „Human”, Sebastianem Piekarkiem oraz Marcinem Bracichowiczem. Płyta zawiera dodatkowo prezentację multimedialną z teledyskiem do utworu Ikar, reportażem z planu, oraz fragmentem koncertu z okazji 15-lecia grupy. Zamieszczono także krótką wypowiedź muzyków na temat najnowszej płyty. Krążek promowały cztery single.
Teksty piosenek dotykają problemów jednostki, niezależności i pragnienia samorealizacji w życiu każdego człowieka, zazdrości (Ikar).

## Przyjęcie albumu
Miesięcznik Teraz Rock w stwierdza, że „dopiero teraz nastąpił prawdziwy renesans Iry. Poprzednią płytę Tu i teraz możemy dziś z czystym sumieniem potraktować jako kolejną pozycję w solowej dyskografii Artura Gadowskiego. Album Ogień nie pozostawia żadnych wątpliwości: to dopiero prawdziwa Ira. Tak jak za najlepszych lat poczynania grupy można oddać w dwóch słowach: ostro i melodyjnie. Do łask wróciły kąśliwe riffy gitar, które niosą prawie każdą kompozycję. Już tytuł płyty dobrze odkreśla jej charakter. A ten Ogień na pewno ani przez chwilę nie jest słomiany. W pewnym sensie historia zespołu zatoczyła koło, jednak też trzeba powiedzieć, że najnowszą płytę i album Mój dom dzieli cała epoka, jeśli chodzi o produkcję. Ira idzie z duchem czasów, zachowując jednocześnie własny styl.”
Płyta Ogień szybko trafiła na polską listę bestsellerów, ciesząc się dużym powodzeniem, zarówno wśród fanów jak i krytyków muzycznych. Producentami płyty byli gitarzysta grupy Sebastian Piekarek oraz Marcin Trojanowicz. Premiera krążka odbyła się 29 marca 2004. Utwory takie jak „Ogień”, „Walcz”, „Ikar” czy „Venus” były zaprezentowane publiczności już wcześniej, podczas koncertu z okazji 15-lecia istnienia grupy we wrześniu 2003 roku w radomskim amfiteatrze.
Po premierze albumu zespół wyruszył w trasę koncertową promując swój najnowszy album. Patronat mediowy nad krążkiem objęli: „Teraz Rock”, „TVP1” oraz portal cgm.pl

## Twórcy
Ira
- Artur Gadowski – śpiew, chórki
- Wojciech Owczarek – perkusja
- Piotr Sujka – gitara basowa, chór
- Sebastian Piekarek – gitara, gitara solowa (7), (9), gitara akustyczna (2), (3), (5), (6), (8), (10), (11), gitara akustyczna 12-strunowa (1), (2), (4), (5), (6), (9), (10), (11), electric sitar (1), (6), (11), chórki
- Maciej Gładysz – gitara (2), (4), (5), (6), (7), (8), (10), (11), (12), gitara solowa (4), (9), gitara akustyczna (2)
- Marcin Bracichowicz – gitara (3), (7), (8), (10), (12), gitara solowa (2), (3), (12)

Muzycy sesyjni
- Łukasz Moskal – instrumenty perkusyjne (1) – (2), (3), (4), (6), (8), (9), (10), (11)
- Marcin Trojanowicz – instrumenty klawiszowe, programowanie (1) – (2), (3), (4), (5), (6), (7), (8), (9), (10), (11), (12)

Produkcja
- Nagrań dokonano: sierpień 2003 – luty 2004 w Studio K&K w Radomiu
- Produkcja: Mariusz Musialski („El mariachi Management”)
- Produkcja muzyczna: Sebastian Piekarek, Marcin Trojanowicz
- Realizacja nagrań: Marcin Trojanowicz
- Mix: Marcin Trojanowicz
- Mastering: Grzegorz Piwkowski
- Aranżacje: Mariusz Musialski, Wojciech Byrski, Piotr Sujka, Wojciech Owczarek, Sebastian Piekarek
- Teksty piosenek: Wojciech Byrski, Mariusz Musialski, Piotr Sujka
- Projekt oraz pomysł okładki, multimedia: TWISTER.pl
- Zdjęcia: Rafał Masłow
- Wytwórnia: BMG Poland

## Lista utworów
1. „Intro” (Ira) – 1:05
2. „Teraz” (P. Sujka – W. Byrski/M. Musialski) – 4:02
3. „Ogień” (M. Musialski – W. Byrski) – 3:52
4. „Kontrakt” (P. Sujka – W. Byrski) – 3:26
5. „Ikar” (M. Musialski – W. Byrski) – 3:29
6. „Nie ma niepotrzebnych” (M. Musialski – W. Byrski/M. Musialski) – 4:11
7. „Walcz” (M. Musialski – W. Byrski) – 3:31
8. „Parę chwil” (W. Owczarek/S. Piekarek/P. Sujka – W. Byrski) – 3:12
9. „Venus” (R. van Leeuwen) – 2:57
10. „Uwierz” (P. Sujka/M. Musialski – P. Sujka/W. Byrski) – 2:57
11. „Ty to się masz” (P. Sujka/S. Piekarek – W. Byrski) – 4:01
12. „Pierwszy błąd” (P. Sujka/S. Piekarek – W. Byrski) – 3:52

## Miejsca na listach przebojów

### Single
| 3 marca 2004         | „Ikar”                  | - | -  | 2  |
| 21 czerwca 2004      | „Nie ma niepotrzebnych” | - | 44 | -  |
| 18 października 2004 | „Venus”                 | - | -  | 30 |
| 21 marca 2005        | „Parę chwil”            | - | -  | 5  |

## Wydania albumu

### Płyta kompaktowa
| Kraj wydania | Wydawca    | Rok wydania | Numer katalogowy |
| ------------ | ---------- | ----------- | ---------------- |
| Polska       | BMG Poland | 2004        | EM003CD          |

## OLiS
| Oficjalna Lista Sprzedaży OLiS |    |    |    |    |    |    |    |    |    |
| Tydzień                        | 01 | 02 | 03 | 04 | 05 | 06 | 07 | 08 | 09 |
| Pozycja                        | 2  | 15 | 9  | 21 | 17 | 22 | 15 | 29 | 39 |